# Пура (Тічино)
Пура (італ. Pura) — громада  в Швейцарії в кантоні Тічино, округ Лугано.

## Географія
Громада розташована на відстані близько 155 км на південний схід від Берна, 27 км на південний захід від Беллінцони.
Пура має площу 3 км², з яких на 17,8% дозволяється будівництво (житлове та будівництво доріг), 9,4% використовуються в сільськогосподарських цілях, 71,2% зайнято лісами, 1,6% не є продуктивними (річки, льодовики або гори).

## Демографія
2019 року в громаді мешкало 1348 осіб (+2,4% порівняно з 2010 роком), іноземців було 19,6%. Густота населення становила 443 осіб/км².
За віковим діапазоном населення розподілялося таким чином: 18,7% — особи молодші 20 років, 60,1% — особи у віці 20—64 років, 21,2% — особи у віці 65 років та старші. Було 591 помешкань (у середньому 2,3 особи в помешканні).
Із загальної кількості 189 працюючих 4 було зайнятих в первинному секторі, 24 — в обробній промисловості, 161 — в галузі послуг.